# SN 2003gv
SN 2003gv – supernowa typu II odkryta 6 sierpnia 2003 roku w galaktyce M+05-03-66. W momencie odkrycia miała maksymalną jasność 18,40m.